# Osmanisch-Polnischer Krieg 1683–1699
Der Osmanisch-Polnische Krieg 1683–1699 war ein militärischer Konflikt zwischen Polen-Litauen im Bündnis mit den Partnern der Heiligen Liga auf der einen Seite und dem Osmanischen Reich und dessen Vasallen auf der anderen. Der Krieg begann mit der Zweiten Wiener Türkenbelagerung 1683 und endete mit dem Vertrag von Karlowitz 1699, der die Rückkehr der von den Osmanen im Osmanisch-Polnischen Krieg 1672–1676 eroberten Region Podolien mit Kamieniec Podolski in den polnischen Lehns- und Reichsverband ermöglichte.

## Schlachten
Eine Übersicht von Schlachten mit Beteiligung der polnischen Kronarmee während des  „Osmanisch-Polnischen Krieges 1683–1699“ als Nebenkriegsschauplatz des „Großen Türkenkriegs“:
- Schlacht am Kahlenberg (1683)
- Schlacht bei Párkány (1683)
- Schlacht bei Jazłowiec (1684)
- Schlacht bei Bojan (1685)
- Schlacht bei Jassy (1686)
- Belagerung von Kamieniec Podolski (1687)
- Schlacht bei Smotrycz (1688)
- Schlacht bei Suceava (Suczawa) (1691)
- Schlacht bei Târgu Neamţ (1691)
- Schlacht bei Pereryta (1691)
- Schlacht bei Hodów (1694)
- Schlacht bei Uścieczko (1694)
- Schlacht bei Lemberg (Lwów) (1695)
- Schlacht bei Podhajce (1698)